# گل‌سپاسی ارغوانی
گل‌سپاسی ارغوانی (نام علمی: Gentiana purpurea) نام یک گونه از سرده گل‌سپاسی است.